# Balombo
Balombo é uma cidade e município da província de Benguela, em Angola.
O concelho foi criado em 1954, e eem 2 635 km². Em 2014, tinha 99 321 habitantes. Limita-se a norte com o município de Cassongue, a leste com o município de Londuimbali, a sul com os municípios de Ucuma, Chinjenje e Ganda e a oeste com o município do Bocoio.
O município é constituído pela comuna-sede, correspondente à cidade de Balombo, e pelas comunas de Chindumbo, Chingongo e Maca Mombolo.
A sua actividade económica é baseada na agricultura.